# Racing de Ferrol
A Racing de Ferrol egy spanyol labdarúgócsapat. A klubot 1919-ben alapították, jelenleg a másodosztályban szerepel.

## Története
A labdarúgás Ferrolba, csakúgy, mint az ország nagy részébe brit diákok, illetve munkások által jutott el. A 20. század elején több kisebb klub is létezett a városban.
A Racing Ferrol Football Clubot 1919-ben alapították. Az országos bajnokság létrejöttének első éveiben még a harmadosztályban szerepelt. Egészen a 80-as évekig legnagyobbrészt a Segunda Divisiónban szerepelt, ekkortól kezdett többet ingázni a másod-, harmad- és negyedosztály között. Legnagyobb sikere az 1939-ben játszott kupadöntő, valamint regionális bajnoki címek.

## Jelenlegi keret
| #  |     | Poszt | Név                |
| -- | --- | ----- | ------------------ |
| 1  | ESP | K     | Pablo Gómez        |
| 2  | ESP | K     | Paco               |
| 3  | ESP | V     | Aira               |
| 4  | ESP | V     | Antonio López      |
| 5  | ESP | V     | Kiko               |
| 6  | ESP | V     | Pumar              |
| 7  | ESP | V     | Santi Silvar       |
| 8  | ESP | V     | Marcos Martín      |
| 9  | ESP | KP    | Baleato            |
| 10 | ESP | KP    | Rafa Casanova      |
| 11 | ESP | KP    | Curro Vacas        |
| 12 | ARG | KP    | Mauro José Poratti |

| #  |     | Poszt | Név               |
| -- | --- | ----- | ----------------- |
| 13 | ESP | KP    | Borja Facal       |
| 14 | ESP | KP    | Mon               |
| 15 | ESP | KP    | Juan Martínez Rey |
| 16 | ESP | KP    | Marcos Alvarez    |
| 17 | ESP | CS    | Rafa Mella        |
| 18 | ESP | CS    | Pablo Rey         |
| 19 | ESP | CS    | Marcos Suárez     |
| 20 | ESP | CS    | Sergio Arias      |
| 21 | ESP | CS    | Marcos Remeseiro  |
| 22 | ESP | CS    | Héber             |
| 23 | ESP | CS    | Felipe            |

## Statisztika
| Szezon  | Osztály | Poz. | Copa del Rey |
| ------- | ------- | ---- | ------------ |
| 1929    | 3ª      | 1.   |              |
| 1930/31 | 3ª      | 3.   |              |
| 1931/32 | 3ª      | 1.   |              |
| 1932/33 | 3ª      | 4.   |              |
| 1933/34 | 3ª      | 5.   |              |
| 1934/35 | 3ª      | 8.   |              |
| 1939/40 | 2ª      | 2.   |              |
| 1940/41 | 2ª      | 4.   |              |
| 1941/42 | 2ª      | 3.   |              |
| 1942/43 | 2ª      | 6.   |              |
| 1943/44 | 3ª      | 1.   |              |
| 1944/45 | 2ª      | 10.  |              |
| 1945/46 | 2ª      | 7.   |              |
| 1946/47 | 2ª      | 10.  |              |
| 1947/48 | 2ª      | 3.   |              |
| 1948/49 | 2ª      | 14.  |              |
| 1949/50 | 2ª      | 12.  |              |
| 1950/51 | 2ª      | 8.   |              |

| Szezon  | Osztály | Poz. | Copa del Rey |
| ------- | ------- | ---- | ------------ |
| 1951/52 | 2ª      | 3.   |              |
| 1952/53 | 2ª      | 9.   |              |
| 1953/54 | 2ª      | 8.   |              |
| 1954/55 | 2ª      | 12.  |              |
| 1955/56 | 2ª      | 6.   |              |
| 1956/57 | 2ª      | 16.  |              |
| 1957/58 | 2ª      | 12.  |              |
| 1958/59 | 2ª      | 10.  |              |
| 1959/60 | 2ª      | 16.  |              |
| 1960/61 | 3ª      | 1.   |              |
| 1961/62 | 3ª      | 2.   |              |
| 1962/63 | 3ª      | 1.   |              |
| 1963/64 | 3ª      | 3.   |              |
| 1964/65 | 3ª      | 1.   |              |
| 1965/66 | 3ª      | 1.   |              |
| 1966/67 | 2ª      | 7.   |              |
| 1967/68 | 2ª      | 7.   |              |
| 1968/69 | 2ª      | 4.   |              |

| Szezon  | Osztály | Poz. | Copa del Rey |
| ------- | ------- | ---- | ------------ |
| 1969/70 | 2ª      | 10.  |              |
| 1970/71 | 2ª      | 8.   |              |
| 1971/72 | 2ª      | 18.  |              |
| 1972/73 | 3ª      | 9.   |              |
| 1973/74 | 3ª      | 4.   |              |
| 1974/75 | 3ª      | 3.   |              |
| 1975/76 | 3ª      | 9.   |              |
| 1976/77 | 3ª      | 6.   |              |
| 1977/78 | 2ªB     | 1.   |              |
| 1978/79 | 2ª      | 20.  |              |
| 1979/80 | 2ªB     | 16.  |              |
| 1980/81 | 2ªB     | 11.  |              |
| 1981/82 | 2ªB     | 17.  |              |
| 1982/83 | 2ªB     | 9.   |              |
| 1983/84 | 2ªB     | 20.  |              |
| 1984/85 | 3ª      | 3.   |              |
| 1985/86 | 3ª      | 8.   |              |
| 1986/87 | 3ª      | 17.  |              |
| 1987/88 | 3ª      | 1.   |              |
| 1988/89 | 2ªB     | 13.  |              |
| 1989/90 | 2ªB     | 17.  |              |

| Szezon  | Osztály | Poz. | Copa del Rey |
| ------- | ------- | ---- | ------------ |
| 1990/91 | 3ª      | 5.   |              |
| 1991/92 | 3ª      | 1.   |              |
| 1992/93 | 2ªB     | 12.  |              |
| 1993/94 | 2ªB     | 13.  |              |
| 1994/95 | 2ªB     | 1.   |              |
| 1995/96 | 2ªB     | 2.   |              |
| 1996/97 | 2ªB     | 7.   |              |
| 1997/98 | 2ªB     | 5.   |              |
| 1998/99 | 2ªB     | 4.   |              |
| 1999/00 | 2ªB     | 3.   |              |
| 2000/01 | 2ª      | 16.  |              |
| 2001/02 | 2ª      | 9.   |              |
| 2002/03 | 2ª      | 20.  |              |
| 2003/04 | 2ªB     | 2.   |              |
| 2004/05 | 2ª      | 16.  |              |
| 2005/06 | 2ª      | 20.  |              |
| 2006/07 | 2ªB     | 3.   |              |
| 2007/08 | 2ª      | 19.  |              |
| 2008/09 | 2ªB     | 7.   |              |
| 2009/10 | 2ªB     | 19.  |              |
| 2010/11 | 3ª      | —    |              |

## Sikerek

### Regionális
- Galiciai bajnokság (3): 1928/29, 1937/38, 1938/39

### Országos
- Kupadöntő: 1938/1939

### Barátságos
- Trofeo Teresa Herrera (1): 1967
- Trofeo Concepción Arenal (7): 1959, 1964, 1965, 1981, 1988, 2005, 2007
- Trofeo Emma Cuervo (7): 1952, 1971, 1980, 2000, 2002, 2005, 2009
- Copa Diputación Provincial (4): 1991, 1999, 2000, 2007

## Ismertebb játékosok
| - Diego Graieb - Rubén Piaggio - Nicolás Chietino - Esad Razic - Flavio Barros Souza - Raúl Palacios - Dubravko Pavličić - David Darmon - Philippe Burle - Ludovic Delporte - Anthony Vosalho - Grégory Dutil - Romain Rambier - Cyril Granon - Laurent de Palmas | - Grégory Béranger - Johan Gallon - Pierre-Emmanuel Bourdeau - Yoann Bouchard - Dwight Pezzarossi - Kaba Diawara - Youssouf Diallo - Jaszunaga Szotaro - Samir Boughanem - Nabil Baha - Ikechukwu Uche - Nenad Grozdic - Alberto Mendez - Juanito González - Guillermo Gorostiza | - Gabriel Alonso - Juanito Alonso - Luis César - Manu - Horcajada - Nacho Novo - Javi Venta - Mickaël Marsiglia - Jonay Hernández - Jose Luis Mosquera - James Langtry - Andrés Martínez - Jorge "Chispa" Delgado - Ante Razov |